# Liste des gares d'Amtrak
Voici une liste des gares utilisées par Amtrak, par ordre alphabétique. Chaque station est aussi identifiée par un code de trois lettres. Ces codes ne sont pas les mêmes que les codes IATA des gares, eux aussi de trois lettres.
Les villes citées dans la liste qui suit sont des liens vers les villes elles-mêmes et non les gares en tant que telles; les pages liées aux gares apparaissent à droite du code de la gare. Sauf quelques exceptions, toutes les gares sont situées aux États-Unis.

## Gares Amtrak
| Ville desservie                                                                                          | États/Localisation                   | Code | Gare |
| --- | ------------------------------------ | ---- | --- |
| Aberdeen                                                                                                 | Maryland                             | ABE  | Aberdeen (Amtrak)                                                                                         |
| Absecon - New Jersey Transit Station                                                                     | New Jersey                           | ABN  | Absecon (NJT station)                                                                                     |
| Adelanto                                                                                                 | Californie                           | ADE  | Adelanto Junction (Amtrak Thruway Motorcoach station)                                                     |
| Albany-Rensselaer                                                                                        | New York                             | ALB  | Gare d'Albany–Rensselaer                                                                                  |
| Albany                                                                                                   | Oregon                               | ALY  | Gare d'Albany (Oregon)                                                                                    |
| Albion                                                                                                   | Michigan                             | ALI  | Albion (Amtrak)                                                                                           |
| Albuquerque                                                                                              | Nouveau-Mexique                      | ABQ  | Albuquerque (Amtrak)                                                                                      |
| Aldershot                                                                                                | Ontario (Canada)                     | AST  | Gare d'Aldershot utilisée conjointement par Via Rail Canada et Amtrak Maple Leaf                          |
| Alderson                                                                                                 | Virginie-Occidentale                 | ALD  | Alderson (Amtrak)                                                                                         |
| Alexandria                                                                                               | Virginie                             | ALX  | Union Station (Alexandria, VA)                                                                            |
| Allensworth                                                                                              | Californie                           | CNL  | |
| Alliance                                                                                                 | Ohio                                 | ALC  | Alliance (Amtrak)                                                                                         |
| Alpine                                                                                                   | Texas                                | ALP  | Gare d'Alpine                                                                                             |
| Alton | Illinois                             | ALN  | Gare d'Alton                                                                                              |
| Altoona                                                                                                  | Pennsylvanie                         | ALT  | Altoona (Amtrak)                                                                                          |
| Amherst                                                                                                  | Massachusetts                        | AMM  | Amherst (Amtrak)                                                                                          |
| Amsterdam                                                                                                | New York                             | AMS  | Gare d'Amsterdam (États-Unis)                                                                             |
| Anaheim                                                                                                  | Californie                           | ANA  | Gare d'Anaheim                                                                                            |
| Ann Arbor                                                                                                | Michigan                             | ARB  | Ann Arbor (Amtrak)                                                                                        |
| Anniston                                                                                                 | Alabama                              | ATN  | Anniston (Amtrak)                                                                                         |
| Antioch                                                                                                  | Californie-Pittsburg                 | ACA  | Gare d'Antioch (Californie), Antioch-Pittsburg (Amtrak)                                                   |
| Appleton                                                                                                 | Wisconsin                            | APP  | Appleton (Lamers Bus Lines)                                                                               |
| Arcata                                                                                                   | Californie                           | ARC  | Arcata (Amtrak Thruway Motorcoach station)                                                                |
| Ardmore (Oklahoma)                                                                                       | Oklahoma                             | ADM  | Gare d'Ardmore (Oklahoma)                                                                                 |
| Ardmore (Pennsylvanie)                                                                                   | Pennsylvanie                         | ARD  | Gare d'Ardmore (Pennsylvanie)                                                                             |
| Arkadelphia                                                                                              | Arkansas                             | ARK  | Gare d'Arkadelphia                                                                                        |
| Ashland (Kentucky)                                                                                       | Kentucky                             | AKY  | Gare de Ashland (Kentucky)                                                                                |
| Ashland (Oregon)                                                                                         | Oregon                               | AHL  | Ashland Oregon                                                                                            |
| Ashland (Virginie)                                                                                       | Virginie                             | ASD  | Ashland (Virginie, Amtrak)                                                                                |
| Aspen | Colorado Service de navettes d'Aspen | ASX  | Aspen - Aspen Shuttle (Amtrak)                                                                            |
| Astoria                                                                                                  | Oregon Mini Mart Bus Stop            | ARI  | Astoria - Mini Mart Bus Stop (Oregon Coachways)                                                           |
| Astoria                                                                                                  | Oregon Transit Center Bus Stop       | ART  | |
| Atascadero                                                                                               | Californie                           | ATA  | Atascadero - Bus Shelter (Amtrak Thruway Motorcoach station)                                              |
| Atco - New Jersey Transit Station                                                                        | New Jersey                           | ATO  | Atco (NJT station)                                                                                        |
| Atlanta                                                                                                  | Géorgie                              | ATL  | Atlanta (Amtrak)                                                                                          |
| Atlantic City - New Jersey Transit Station                                                               | New Jersey                           | ACY  | Atlantic City (NJT station) - NJ Transit Station (New Jersey)                                             |
| Atmore                                                                                                   | Alabama                              | ATR  | Atmore (Amtrak)                                                                                           |
| Auburn                                                                                                   | Californie                           | ARN  | Gare d'Auburn (Californie)                                                                                |
| Austin                                                                                                   | Texas                                | AUS  | Gare d'Austin                                                                                             |
| Baker | Californie                           | BKR  | Jack in the Box (Baker)                                                                                   |
| Baker City                                                                                               | Oregon                               | BAK  | Baker Truck Corral                                                                                        |
| Bakersfield                                                                                              | Californie                           | BFD  | Gare de Bakersfield (Californie)                                                                          |
| Baltimore                                                                                                | Maryland, BWI Airport Rail Station   | BWI  | Gare BWI airport                                                                                          |
| Baltimore                                                                                                | Maryland, Penn Station               | BAL  | Baltimore (Amtrak)                                                                                        |
| Bangor (Maine)                                                                                           | Maine                                | BAN  | Bangor, Maine (Concord Trailways)                                                                         |
| Bangor (Michigan)                                                                                        | Michigan                             | BAM  | Bangor, Michigan (Amtrak)                                                                                 |
| Barstow                                                                                                  | Californie                           | BAR  | Barstow (Amtrak)                                                                                          |
| Barstow                                                                                                  | Californie                           | BBS  | Barstow Bus Station (Amtrak Thruway Motorcoach station)                                                   |
| Bath | Maine                                | BAT  | Mail It 4 U                                                                                               |
| Baton Rouge                                                                                              | Louisiane                            | BTR  | Baton Rouge (Greyhound Lines)                                                                             |
| Battle Creek                                                                                             | Michigan                             | BTL  | Battle Creek (Amtrak)                                                                                     |
| Bay St. Louis                                                                                            | Mississippi                          | BAS  | Bay St. Louis (Amtrak)                                                                                    |
| Beaumont (Californie)                                                                                    | Californie                           | BEU  | Civic Center (Beaumont)                                                                                   |
| Beaumont (Texas)                                                                                         | Texas                                | BMT  | Gare de Beaumont                                                                                          |
| Belen | Nouveau-Mexique                      | BLE  | Mantano's                                                                                                 |
| Belfast                                                                                                  | Maine                                | BFT  | Citgo (Belfast)                                                                                           |
| Bellingham                                                                                               | Washington                           | BEL  | Gare de Bellingham (Washington)                                                                           |
| Bellows Falls                                                                                            | Vermont                              | BLF  | Bellows Falls (Porter Stage)                                                                              |
| Bend | Oregon                               | BED  | Chevron (Bend)                                                                                            |
| Bend | Oregon, Riverhouse                   | BDR  | Bend (Oregon Department of Transportation)                                                                |
| Benson                                                                                                   | Arizona                              | BEN  | Gare de Benson (Arizona)                                                                                  |
| Berkeley                                                                                                 | Californie                           | BKY  | Gare de Berkeley (Californie)                                                                             |
| Berlin (Connecticut)                                                                                     | Connecticut                          | BER  | Berlin, Connecticut (Amtrak)                                                                              |
| Berlin (New Hampshire)                                                                                   | New Hampshire                        | BIN  | Irving Mainway Service Station (Berlin)                                                                   |
| Big Rapids                                                                                               | Michigan                             | BGP  | Ferris Fitness Center (Big Rapids)                                                                        |
| Biloxi                                                                                                   | Mississippi                          | BIX  | Biloxi (Amtrak Station)                                                                                   |
| Bingen                                                                                                   | Washington                           | BNG  | Gare de Bingen - White Salmon                                                                             |
| Birmingham                                                                                               | Alabama                              | BHM  | Gare de Birmingham (Alabama)                                                                              |
| Birmingham                                                                                               | Michigan                             | BMM  | Birmingham, Michigan (Amtrak)                                                                             |
| Bloomington-Normal                                                                                       | Illinois                             | BNL  | Gare de Bloomington - Normal                                                                              |
| Boise | Idaho                                | BOI  | Boise (Greyhound Lines)                                                                                   |
| Boston                                                                                                   | Massachusetts                        | BBY  | Gare de Back Bay                                                                                          |
| Boston                                                                                                   | Massachusetts                        | BON  | North Station - Maine service only                                                                        |
| Boston                                                                                                   | Massachusetts                        | BOS  | South Station Downtown                                                                                    |
| Boulder                                                                                                  | Colorado                             | BLD  | BP/Amoco Station (Boulder)                                                                                |
| Boyne City                                                                                               | Michigan                             | BYC  | McDonald's (Boyne City)                                                                                   |
| Boyne Falls                                                                                              | Michigan                             | BYF  | Boyne Falls (Indian Trails)                                                                               |
| Bradenton                                                                                                | Floride                              | BDT  | Manatee County Courthouse                                                                                 |
| Brattleboro                                                                                              | Vermont                              | BRA  | Brattleboro (Amtrak)                                                                                      |
| Brewster                                                                                                 | Washington                           | BWW  | Brewster (NW Trailways)                                                                                   |
| Bridgeport                                                                                               | Connecticut                          | BRP  | Gare de Bridgeport (Metro-North station)                                                                  |
| Brookhaven                                                                                               | Mississippi                          | BRH  | Brookhaven (Amtrak)                                                                                       |
| Browning                                                                                                 | Montana                              | BRO  | Browning (Amtrak) - Only open in the winter                                                               |
| Brownsville                                                                                              | Texas                                | BSV  | Brownsville (Greyhound Lines)                                                                             |
| Brunswick                                                                                                | Maine                                | BRK  | Gare de Brunswick-Maine Street                                                                            |
| Brunswick                                                                                                | Maine Bowdoin College                | BWC  | Dayton Ice Arena                                                                                          |
| Bryan | Ohio                                 | BYN  | Bryan (Amtrak)                                                                                            |
| Buellton                                                                                                 | Californie                           | BUL  | Buellton (Amtrak)                                                                                         |
| Buffalo-Depew                                                                                            | New York                             | BUF  | Gare de Buffalo (Depew)                                                                                   |
| Buffalo                                                                                                  | New York Exchange St.                | BFX  | Gare de Buffalo (Exchange Street)                                                                         |
| Burbank                                                                                                  | Californie Airport                   | BUR  | Gare de Burbank                                                                                           |
| Burlington (Iowa)                                                                                        | Iowa                                 | BRL  | Gare de Burlington (Iowa)                                                                                 |
| Burlington (Caroline du Nord)                                                                            | Caroline du Nord                     | BNC  | |
| Burlington (Vermont)                                                                                     | Vermont                              | ESX  | |
| Burns | Oregon                               | BNS  | |
| Cadillac                                                                                                 | Michigan                             | CLC  | Cadillac (Amtrak)                                                                                         |
| Camarillo                                                                                                | Californie                           | CML  | Gare de Camarillo (Amtrak Thruway Motorcoach station)                                                     |
| Camden-Rockport                                                                                          | Maine                                | CDN  | Camden-Rockport (Amtrak)                                                                                  |
| Camden                                                                                                   | Caroline du Sud                      | CAM  | Camden (Amtrak)                                                                                           |
| Camp LeJeune                                                                                             | Caroline du Nord                     | CLJ  | Bus |
| Camp Verde                                                                                               | Arizona                              | CVD  | Camp Verde (Amtrak)                                                                                       |
| Cannon Beach                                                                                             | Oregon                               | CBO  | Cannon Beach (Amtrak)                                                                                     |
| Carbondale                                                                                               | Illinois                             | CDL  | Carbondale (Amtrak)                                                                                       |
| Carlinville                                                                                              | Illinois                             | CRV  | Gare de Carlinville                                                                                       |
| Carmel-by-the-Sea                                                                                        | Californie                           | CRM  | Carmel (Amtrak)                                                                                           |
| Carpinteria                                                                                              | Californie                           | CPN  | Gare de Carpinteria                                                                                       |
| Carson City                                                                                              | Nevada                               | CCN  | Carson City (Amtrak)                                                                                      |
| Cary | Caroline du Nord                     | CYN  | Cary (Amtrak)                                                                                             |
| Cashmere                                                                                                 | Washington                           | CSW  | Cashmere (Amtrak)                                                                                         |
| Casper Bus Stop                                                                                          | Wyoming                              | CAS  | Casper (Bus Stop)                                                                                         |
| Castleton                                                                                                | Vermont                              | CNV  | Gare de Castleton                                                                                         |
| Cedar City                                                                                               | Utah                                 | CED  | |
| Centralia (Illinois)                                                                                     | Illinois                             | CEN  | Centralia (Amtrak Station)                                                                                |
| Centralia (Washington)                                                                                   | Washington                           | CTL  | Gare de Centralia (Washington)                                                                            |
| Champaign-Urbana                                                                                         | Illinois                             | CHM  | Champaign-Urbana (Amtrak Station)                                                                         |
| Charleston (Caroline du Sud)                                                                             | Caroline du Sud                      | CHS  | Gare de Charleston (Caroline du Sud)                                                                      |
| Charleston (Virginie-Occidentale)                                                                        | Virginie-Occidentale                 | CHW  | Gare de Charleston (Virginie-Occidentale)                                                                 |
| Charlotte                                                                                                | Caroline du Nord                     | CLT  | Gare de Charlotte                                                                                         |
| Charlottesville                                                                                          | Virginie                             | CVS  | Charlottesville (Amtrak)                                                                                  |
| Chatsworth (Los Angeles)                                                                                 | Californie                           | CWT  | Gare de Chatsworth                                                                                        |
| Chemult                                                                                                  | Oregon                               | CMO  | Gare de Chemult                                                                                           |
| Cherry Hill New Jersey Transit Station                                                                   | New Jersey                           | CRH  | Cherry Hill (NJ Transit Station)                                                                          |
| Cheyenne Bus Stop                                                                                        | Wyoming                              | CHY  | Cheyenne (Amtrak)                                                                                         |
| Chicago Union Station                                                                                    | Illinois                             | CHI  | Union Station (Chicago)                                                                                   |
| Chico | Californie                           | CIC  | Gare de Chico (Californie)                                                                                |
| Chipley                                                                                                  | Floride                              | CIP  | Chipley (Amtrak)                                                                                          |
| Cincinnati                                                                                               | Ohio                                 | CIN  | Cincinnati Museum Center at Union Terminal                                                                |
| Cincinnati - Greyhound Lines Bus                                                                         | Ohio                                 | CIG  | Cincinnati (Greyhound Bus)                                                                                |
| Claremont                                                                                                | Californie                           | CLM  | Claremont (Californie, Amtrak)                                                                            |
| Claremont                                                                                                | New Hampshire                        | CLA  | Claremont, New Hampshire (Amtrak)                                                                         |
| Clearwater                                                                                               | Floride                              | STP  | Clearwater(Amtrak)                                                                                        |
| Cleburne                                                                                                 | Texas                                | CBR  | Gare de Cleburne                                                                                          |
| Clemson                                                                                                  | Caroline du Sud                      | CSN  | Clemson (Amtrak)                                                                                          |
| Cleveland                                                                                                | Ohio                                 | CLE  | Cleveland (Amtrak)                                                                                        |
| Clifton Forge                                                                                            | Virginie                             | CLF  | Clifton Forge (Amtrak)                                                                                    |
| Cloverdale                                                                                               | Californie                           | CLV  | Cloverdale (Amtrak)                                                                                       |
| Coatesville                                                                                              | Pennsylvanie                         | COT  | Coatsville (Amtrak)                                                                                       |
| Colfax (Californie)                                                                                      | Californie                           | COX  | Gare de Colfax (Californie)                                                                               |
| Colfax (Washington)                                                                                      | Washington                           | CFX  | Colfax (Amtrak)                                                                                           |
| Colorado Springs                                                                                         | Colorado                             | COS  | Colorado Springs (Amtrak)                                                                                 |
| Columbia                                                                                                 | Caroline du Sud                      | CLB  | Columbia (Amtrak)                                                                                         |
| Columbus                                                                                                 | Wisconsin                            | CBS  | Gare de Columbus                                                                                          |
| Concord                                                                                                  | New Hampshire                        | CNH  | Concord (Amtrak)                                                                                          |
| Connellsville                                                                                            | Pennsylvanie                         | COV  | Connellsville (Amtrak)                                                                                    |
| Connersville                                                                                             | Indiana                              | COI  | Gare de Connersville                                                                                      |
| Conway                                                                                                   | New Hampshire                        | CAY  | Conway (Amtrak)                                                                                           |
| Coos Bay                                                                                                 | Oregon                               | CBY  | Coos Bay (Amtrak)                                                                                         |
| Corcoran                                                                                                 | Californie                           | COC  | Gare de Corcoran (Californie)                                                                             |
| Corning                                                                                                  | Californie                           | CNG  | Corning (Amtrak)                                                                                          |
| Cornwells Heights                                                                                        | Pennsylvanie                         | CWH  | Cornwells Heights (Amtrak)                                                                                |
| Corvallis                                                                                                | Oregon                               | CVI  | Corvallis (Amtrak Station)                                                                                |
| Crawfordsville                                                                                           | Indiana                              | CRF  | Crawfordsville (Amtrak)                                                                                   |
| Crawfordsville Bus Stop                                                                                  | Indiana                              | CRB  | Crawfordsville (Bus)                                                                                      |
| Creston                                                                                                  | Iowa                                 | CRN  | Gare de Creston (Iowa)                                                                                    |
| Crestview                                                                                                | Floride                              | CSV  | Crestview (Amtrak)                                                                                        |
| Croton-on-Hudson                                                                                         | New York                             | CRT  | Gare de Croton-on-Hudson                                                                                  |
| Culpeper                                                                                                 | Virginie                             | CLP  | Culpeper (Amtrak)                                                                                         |
| Cumberland                                                                                               | Maryland                             | CUM  | Cumberland (Amtrak)                                                                                       |
| Cut Bank                                                                                                 | Montana                              | CUT  | Cut Bank (Amtrak)                                                                                         |
| Dade City                                                                                                | Floride                              | DDE  | Dade City (Amtrak)                                                                                        |
| Dallas                                                                                                   | Texas                                | DAL  | Union Station (Dallas)                                                                                    |
| Damariscotta                                                                                             | Maine                                | DAM  | Damariscotta (Amtrak)                                                                                     |
| Danville (Illinois)                                                                                      | Illinois                             | DVI  | |
| Danville (Virginie)                                                                                      | Virginie                             | DAN  | Danville (Amtrak)                                                                                         |
| Davenport                                                                                                | Iowa                                 | DVP  | |
| Davis | Californie                           | DAV  | Gare de Davis                                                                                             |
| Daytona Beach                                                                                            | Floride                              | DYA  | Daytona Beach (Amtrak)                                                                                    |
| Dearborn                                                                                                 | Michigan                             | DER  | |
| Deerfield Beach                                                                                          | Floride                              | DFB  | Deerfield Beach (Amtrak)                                                                                  |
| Del Rio                                                                                                  | Texas                                | DRT  | Gare de Del Rio                                                                                           |
| DeLand                                                                                                   | Floride                              | DLD  | Deland (Amtrak)                                                                                           |
| Delray Beach                                                                                             | Floride                              | DLB  | Delray Beach (Amtrak)                                                                                     |
| Deming                                                                                                   | Nouveau-Mexique                      | DEM  | Gare de Deming                                                                                            |
| Denmark                                                                                                  | Caroline du Sud                      | DNK  | Gare de Denmark (Caroline du Sud)                                                                         |
| Denver                                                                                                   | Colorado                             | DEN  | Union Station (Denver)                                                                                    |
| Denver                                                                                                   | Colorado                             | DEB  | Bus Station                                                                                               |
| Detroit Lakes                                                                                            | Minnesota                            | DLK  | Gare de Detroit Lakes                                                                                     |
| Détroit                                                                                                  | Michigan                             | DET  | Gare de Détroit                                                                                           |
| Devils Lake                                                                                              | Dakota du Nord                       | DVL  | Gare de Devils Lake (Dakota du Nord)                                                                      |
| Dillon                                                                                                   | Caroline du Sud                      | DIL  | Gare de Dillon                                                                                            |
| Dodge City                                                                                               | Kansas                               | DDG  | Gare de Dodge City (Kansas)                                                                               |
| Douglas                                                                                                  | Wyoming                              | DGS  | Bus stop                                                                                                  |
| Dover (Delaware)                                                                                         | Delaware                             | DVR  | (Amtrak)                                                                                                  |
| Dover (New Hampshire)                                                                                    | New Hampshire                        | DOV  | Dover Transportation Center                                                                               |
| Dowagiac                                                                                                 | Michigan                             | DOA  | |
| Downingtown                                                                                              | Pennsylvanie                         | DOW  | Downingtown (SEPTA station)                                                                               |
| Du Quoin                                                                                                 | Illinois                             | DQN  | |
| Dublin-Pleasanton                                                                                        | Californie                           | DBP  | |
| Duluth                                                                                                   | Minnesota                            | DUL  | Bus station                                                                                               |
| Dunkirk                                                                                                  | New York                             | DUK  | Dunkirk (Amtrak)                                                                                          |
| Dunsmuir                                                                                                 | Californie                           | DUN  | Gare de Dunsmuir                                                                                          |
| Durand                                                                                                   | Michigan                             | DRD  | Union Station (Durand)                                                                                    |
| Durham (New Hampshire)                                                                                   | New Hampshire                        | DHM  | Gare de Durham-University of New Hampshire                                                                |
| Durham (Caroline du Nord)                                                                                | Caroline du Nord                     | DNC  | |
| Dwight                                                                                                   | Illinois                             | DWT  | Gare de Dwight                                                                                            |
| Dyer | Indiana                              | DYE  | Gare de Dyer                                                                                              |
| East Glacier Park Village                                                                                | Montana                              | GPK  | Summer Only                                                                                               |
| East Lansing                                                                                             | Michigan                             | LNS  | East Lansing (Amtrak)                                                                                     |
| Edmonds                                                                                                  | Washington                           | EDM  | Gare d'Edmonds                                                                                            |
| Effingham                                                                                                | Illinois                             | EFG  | |
| Egg Harbor City - New Jersey Transit Station                                                             | New Jersey                           | EGH  | |
| El Paso                                                                                                  | Texas                                | ELP  | Union Depot (El Paso)                                                                                     |
| El Paso Bus station                                                                                      | Texas                                | ELB  | |
| El Portal                                                                                                | Californie                           | EPL  | El Portal (Amtrak)                                                                                        |
| El Segundo                                                                                               | Californie                           | ESG  | Elizabethtown (Amtrak Thruway Motorcoach station)                                                         |
| Elizabethtown                                                                                            | Pennsylvanie                         | ELT  | Elizabethtown (Amtrak)                                                                                    |
| Elk Grove                                                                                                | Californie                           | EKG  | Elk Grove (Amtrak)                                                                                        |
| Elkhart                                                                                                  | Indiana                              | EKH  | |
| Elko | Nevada                               | ELK  | Gare d'Elko (Nevada)                                                                                      |
| Elsie | Oregon                               | ELS  | |
| Elyria                                                                                                   | Ohio                                 | ELY  | Elyria (Amtrak)                                                                                           |
| Emeryville                                                                                               | Californie                           | EMY  | Gare d'Emeryville                                                                                         |
| Ephrata                                                                                                  | Washington                           | EPH  | |
| Érié | Pennsylvanie                         | ERI  | Union Station (Érié)                                                                                      |
| Essex | Montana                              | ESM  | |
| Eugene                                                                                                   | Oregon                               | EUG  | Gare d'Eugene (Oregon)                                                                                    |
| Eureka                                                                                                   | Californie                           | EKA  | Eureka (Amtrak)                                                                                           |
| Everett                                                                                                  | Washington                           | EVR  | Gare d'Everett                                                                                            |
| Exeter                                                                                                   | New Hampshire                        | EXR  | Gare d'Exeter (New Hampshire)                                                                             |
| Exton | Pennsylvanie                         | EXT  | Exton (SEPTA station)                                                                                     |
| Fargo | Dakota du Nord                       | FAR  | Gare de Fargo                                                                                             |
| Fayetteville                                                                                             | Caroline du Nord                     | FAY  | |
| Fillmore                                                                                                 | Californie                           | FIL  | Fillmore (Amtrak)                                                                                         |
| Flagstaff                                                                                                | Arizona                              | FLG  | |
| Flagstaff - Greyhound Lines Bus                                                                          | Arizona                              | FGG  | |
| Flint | Montana                              | FLN  | |
| Florence (Oregon)                                                                                        | Oregon                               | FRO  | |
| Florence (Caroline du Sud)                                                                               | Caroline du Sud                      | FLO  | |
| Fond du Lac                                                                                              | Wisconsin                            | FDL  | |
| Fort Collins                                                                                             | Colorado                             | FCC  | |
| Fort Edward - Glens Falls                                                                                | New York                             | FED  | Gare de Fort Edward                                                                                       |
| Killeen - Fort Hood                                                                                      | Texas                                | FHD  | |
| Fort Lauderdale                                                                                          | Floride                              | FTL  | Fort Lauderdale (Amtrak)                                                                                  |
| Fort Madison                                                                                             | Iowa                                 | FMD  | |
| Fort Morgan                                                                                              | Colorado                             | FMG  | |
| Fort Myers                                                                                               | Floride                              | FTM  | Fort Myers (Amtrak)                                                                                       |
| Fort Worth                                                                                               | Texas                                | FTW  | Gare de Fort Worth                                                                                        |
| Fortuna                                                                                                  | Californie                           | FTA  | Fortuna (Amtrak)                                                                                          |
| Foxwoods Resort Casino                                                                                   | Connecticut                          | FOX  | |
| Framingham                                                                                               | Massachusetts                        | FRA  | Framingham (Amtrak)                                                                                       |
| Springfield Franconia                                                                                    | Virginie                             | FRS  | |
| Fraser                                                                                                   | Colorado                             | WIP  | |
| Fredericksburg                                                                                           | Virginie                             | FBG  | Fredericksburg (Amtrak)                                                                                   |
| Fredonia                                                                                                 | New York                             | FDN  | Fredonia (Amtrak)                                                                                         |
| Fremont                                                                                                  | Californie                           | FMT  | Gare de Fremont                                                                                           |
| Fremont Bus Station                                                                                      | Californie                           | FRT  | Fremont (Amtrak Thruway Motorcoach station)                                                               |
| Fresno                                                                                                   | Californie                           | FNO  | Gare de Fresno (Californie)                                                                               |
| Frisco                                                                                                   | Colorado                             | FSC  | |
| Fullerton (Californie)                                                                                   | Californie                           | FUL  | Gare de Fullerton                                                                                         |
| Fulton                                                                                                   | Kentucky                             | FTN  | |
| Gainesville (Géorgie)                                                                                    | Géorgie                              | GNS  | Gare de Gainesville (Géorgie)                                                                             |
| Gainesville (Texas)                                                                                      | Texas                                | GLE  | Gare de Gainesville (Texas)                                                                               |
| Gainesville (Floride)                                                                                    | Floride                              | GNF  | Gare de Gainesville (Floride)                                                                             |
| Galesburg                                                                                                | Illinois                             | GBB  | Gare de Galesburg                                                                                         |
| Gallup                                                                                                   | Nouveau-Mexique                      | GLP  | Gare de Gallup                                                                                            |
| Galveston                                                                                                | Texas                                | GLS  | |
| Galveston                                                                                                | Texas                                | GLV  | Bus Station                                                                                               |
| Garberville                                                                                              | Californie                           | GBV  | Garberville (Amtrak)                                                                                      |
| Garden City                                                                                              | Kansas                               | GCK  | Gare de Garden City (Kansas)                                                                              |
| Garibaldi Highlands                                                                                      | Colombie-Britannique (Canada)        | GBC  | |
| Gastonia                                                                                                 | Caroline du Nord                     | GAS  | |
| Gearhart                                                                                                 | Oregon                               | GHT  | |
| Gilman                                                                                                   | Illinois                             | GLM  | |
| Gilroy                                                                                                   | Californie                           | GLY  | Gilroy (Amtrak)                                                                                           |
| Glasgow                                                                                                  | Montana                              | GGW  | |
| Glendale                                                                                                 | Californie                           | GDL  | Gare de Glendale                                                                                          |
| Glenview                                                                                                 | Illinois                             | GLN  | Gare de Glenview                                                                                          |
| Glenwood Springs                                                                                         | Colorado                             | GSC  | |
| Goleta                                                                                                   | Californie                           | GTA  | Gare de Goleta                                                                                            |
| Goshen Junction                                                                                          | Californie                           | GSN  | |
| Granby                                                                                                   | Colorado                             | GRA  | |
| Grand Canyon Natl Park (Arizona) Bus Stop                                                                | Arizona                              | GCB  | |
| Grand Canyon Natl Park                                                                                   | Arizona                              | GCN  | |
| Grand Forks                                                                                              | Dakota du Nord                       | GFK  | Gare de Grand Forks (Dakota du Nord)                                                                      |
| Grand Junction                                                                                           | Colorado                             | GJT  | Gare de Grand Junction (Colorado)                                                                         |
| Grand Rapids                                                                                             | Michigan                             | GRR  | Gare de Grand Rapids (Michigan)                                                                           |
| Grangeville                                                                                              | Idaho                                | GVI  | Gare de Grangeville                                                                                       |
| Grants Pass                                                                                              | Oregon                               | GTP  | |
| Grass Valley                                                                                             | Californie                           | GRS  | Grass Valley (Amtrak)                                                                                     |
| Green River                                                                                              | Utah                                 | GRI  | Gare de Green River (Utah)                                                                                |
| Dearborn - The Henry Ford - Greenfield Village                                                           | Michigan                             | GFV  | |
| Greensboro                                                                                               | Caroline du Nord                     | GRO  | Gare de Greensboro                                                                                        |
| Greensburg                                                                                               | Pennsylvanie                         | GNB  | Gare de Greensburg                                                                                        |
| Greenville                                                                                               | Caroline du Sud                      | GRV  | |
| Greenwood                                                                                                | Mississippi                          | GWD  | |
| Grimsby                                                                                                  | Ontario (Canada)                     | GMS  | |
| Grover Beach                                                                                             | Californie                           | GVB  | Gare de Grover Beach                                                                                      |
| Guadalupe - Santa Maria                                                                                  | Californie                           | GUA  | Gare de Guadalupe                                                                                         |
| Gulfport                                                                                                 | Mississippi                          | GUF  | |
| Hamlet                                                                                                   | Caroline du Nord                     | HAM  | |
| Hammond (Indiana) - Whiting                                                                              | Indiana                              | HMI  | Gare de Hammond - Whiting                                                                                 |
| Hammond (Louisiane)                                                                                      | Louisiane                            | HMD  | Gare de Hammond                                                                                           |
| Hammonton - New Jersey Transit Station                                                                   | New Jersey                           | HTN  | |
| Hanford                                                                                                  | Californie                           | HNF  | Gare de Hanford (Californie)                                                                              |
| Harlingen                                                                                                | Texas                                | HGN  | |
| Harpers Ferry                                                                                            | Virginie-Occidentale                 | HFY  | Harpers Ferry (Amtrak)                                                                                    |
| Harrisburg                                                                                               | Pennsylvanie                         | HAR  | Harrisburg (Amtrak)                                                                                       |
| Hartford                                                                                                 | Connecticut                          | HFD  | Hartford (Amtrak)                                                                                         |
| Hastings                                                                                                 | Nebraska                             | HAS  | |
| Hatch | Nouveau-Mexique                      | HCH  | |
| Hattiesburg                                                                                              | Mississippi                          | HBG  | |
| Haverhill                                                                                                | Massachusetts                        | HHL  | Gare de Haverhill                                                                                         |
| Havre | Montana                              | HAV  | |
| Hayward                                                                                                  | Californie                           | HAY  | Gare de Hayward (Californie)                                                                              |
| Hazlehurst                                                                                               | Mississippi                          | HAZ  | Gare de Hazlehurst                                                                                        |
| Healdsburg                                                                                               | Californie                           | HEA  | Healdsburg (Amtrak)                                                                                       |
| Helper                                                                                                   | Utah                                 | HER  | Gare de Helper (Utah)                                                                                     |
| Hemet | Californie                           | HMT  | Hemet (Amtrak)                                                                                            |
| Hemet West side-Coco's                                                                                   | Californie                           | HET  | Hemet (Amtrak Thruway Motorcoach station)                                                                 |
| Hermann                                                                                                  | Missouri                             | HEM  | |
| Miami Hialeah Market Station                                                                             | Floride                              | -    | Hialeah Market (Tri-Rail station)                                                                         |
| High Point                                                                                               | Caroline du Nord                     | HPT  | |
| Hinton                                                                                                   | Virginie-Occidentale                 | HIN  | Hinton (Amtrak)                                                                                           |
| Holdrege                                                                                                 | Nebraska                             | HLD  | |
| Holland                                                                                                  | Michigan                             | HOM  | |
| Hollywood                                                                                                | Floride                              | HOL  | Hollywood (Amtrak)                                                                                        |
| Homewood                                                                                                 | Illinois                             | HMW  | Gare de Homewood                                                                                          |
| Hood River                                                                                               | Oregon                               | HOO  | |
| Hope (Colombie-Britannique)                                                                              | Colombie-Britannique (Canada)        | -    | Gare de Hope (Via Rail Canada)                                                                            |
| Hope (Arkansas)                                                                                          | Arkansas                             | HOP  | Gare de Hope (Arkansas)                                                                                   |
| Houston                                                                                                  | Texas                                | HOS  | Gare de Houston                                                                                           |
| Howard City                                                                                              | Michigan                             | HWC  | |
| Hudson                                                                                                   | New York                             | HUD  | Gare de Hudson                                                                                            |
| Huntingdon                                                                                               | Pennsylvanie                         | HGD  | Gare de Huntingdon                                                                                        |
| Huntington                                                                                               | Virginie-Occidentale                 | HUN  | Gare de Huntington                                                                                        |
| Hutchinson                                                                                               | Kansas                               | HUT  | Gare de Hutchinson (Kansas)                                                                               |
| Independence                                                                                             | Missouri                             | IDP  | |
| Indianapolis                                                                                             | Indiana                              | IND  | Union Station (Indianapolis)                                                                              |
| Indio | Californie                           | IDO  | Indio (Amtrak)                                                                                            |
| Irvine                                                                                                   | Californie                           | IRV  | Gare d'Irvine                                                                                             |
| Jackson (Michigan)                                                                                       | Michigan                             | JXN  | |
| Jackson (Mississippi)                                                                                    | Mississippi                          | JAN  | Union Station (Jackson)                                                                                   |
| Jacksonville (Floride)                                                                                   | Floride                              | JAX  | Jacksonville (Amtrak)                                                                                     |
| Jacksonville (Caroline du Nord) Bus Station                                                              | Caroline du Nord                     | JNC  | |
| Jamestown                                                                                                | New York                             | JMN  | Jamestown (Amtrak)                                                                                        |
| Janesville Bus Service                                                                                   | Wisconsin                            | JVL  | |
| Jefferson City                                                                                           | Missouri                             | JEF  | |
| Jesup | Géorgie                              | JSP  | |
| Aéroport international de New York-John F. Kennedy Bus Service                                           | New York                             | JFK  | JFK Airport (Amtrak)                                                                                      |
| Johnstown                                                                                                | Pennsylvanie                         | JST  | Johnstown (Amtrak)                                                                                        |
| Joliet                                                                                                   | Illinois                             | JOL  | Union Station (Joliet)                                                                                    |
| Kalamazoo                                                                                                | Michigan                             | KAL  | |
| Kalkaska                                                                                                 | Michigan                             | KLK  | |
| Kankakee                                                                                                 | illinois                             | KKI  | |
| Kannapolis                                                                                               | Caroline du Nord                     | KAN  | |
| Kansas City - Ann Rutledge (Amtrak), St. Louis Mule (Amtrak), Kansas City Mule (Amtrak), Southwest Chief | Missouri                             | KCY  | Union Station (Kansas City)                                                                               |
| Kelso | Washington                           | KEL  | Gare de Kelso (Amtrak)                                                                                    |
| Kettleman City                                                                                           | Californie                           | KTC  | Kettleman City (Amtrak)                                                                                   |
| Kewanee                                                                                                  | Illinois                             | KEE  | |
| Killeen                                                                                                  | Texas                                | KIL  | Bus stop                                                                                                  |
| Killington                                                                                               | Vermont                              | KLT  | Killington (Amtrak)                                                                                       |
| King City                                                                                                | Californie                           | KGC  | King City (Amtrak)                                                                                        |
| Kingman                                                                                                  | Arizona                              | KNG  | |
| Kingman                                                                                                  | Arizona                              | KGG  | Bus |
| Kingsley                                                                                                 | Michigan                             | KGS  | Bus Station                                                                                               |
| Kingston - Regional                                                                                      | Rhode Island                         | KIN  | Gare de Kingston (Rhode Island)                                                                           |
| Kingstree                                                                                                | Caroline du Sud                      | KTR  | Gare de Kingstree                                                                                         |
| Kinston                                                                                                  | Caroline du Nord                     | KNC  | Bus Station                                                                                               |
| Kirkwood                                                                                                 | Missouri                             | KWD  | Ann Rutledge (Amtrak) - St. Louis Mule (Amtrak) - Kansas City Mule (Amtrak) - Kirkwood, Missouri (Amtrak) |
| Kissimmee                                                                                                | Floride                              | KIS  | Kissimmee (Amtrak)                                                                                        |
| Klamath Falls                                                                                            | Oregon                               | KFS  | Gare de Klamath Falls (Amtrak)                                                                            |
| La Crescenta-Montrose                                                                                    | Californie                           | LCA  | La Crescenta (Amtrak)                                                                                     |
| La Crosse - Empire Builder (Amtrak)                                                                      | Wisconsin                            | LSE  | La Crosse (Amtrak)                                                                                        |
| La Grande                                                                                                | Oregon                               | LAE  | |
| La Grange                                                                                                | Illinois                             | LAG  | Gare de La Grange                                                                                         |
| La Junta                                                                                                 | Colorado                             | LAJ  | |
| La Marque                                                                                                | Texas                                | LMQ  | |
| La Pine                                                                                                  | Oregon                               | LPN  | |
| La Plata                                                                                                 | Missouri                             | LAP  | |
| La Sierra                                                                                                | Californie                           | RLS  | |
| Lacey | Washington                           | OLW  | Gare de Lacey-Olympia                                                                                     |
| Lafayette (Indiana)                                                                                      | Indiana                              | LAF  | Gare de Lafayette (Indiana)                                                                               |
| Lafayette (Louisiane)                                                                                    | Louisiane                            | LFT  | Gare de Lafayette (Louisiane)                                                                             |
| Aéroport de New York-LaGuardia                                                                           | New York                             | LGA  | Bus Service - La Guardia Airport (Amtrak)                                                                 |
| Lake Charles                                                                                             | Louisiane                            | LCH  | Gare de Lake Charles                                                                                      |
| Lake City                                                                                                | Floride                              | LEC  | Lake City (Amtrak)                                                                                        |
| Lake Placid                                                                                              | New York                             | LPD  | |
| Lakeland                                                                                                 | Floride                              | LAK  | Departure 92 North Arrival 91 South To/From Points North                                                  |
| Lakeland                                                                                                 | Floride                              | LKL  | Departure 91 North Arrival 92 South To/From Points South                                                  |
| Lamar | Colorado                             | LMR  | |
| Lamy | Nouveau-Mexique                      | LMY  | |
| Lancaster (Californie)                                                                                   | Californie                           | LCS  | Lancaster (Californie, Amtrak)                                                                            |
| Lancaster (Pennsylvanie)                                                                                 | Pennsylvanie                         | LNC  | Gare de Lancaster (Pennsylvanie)                                                                          |
| Lapeer                                                                                                   | Michigan                             | LPE  | |
| Laredo                                                                                                   | Texas                                | LDO  | |
| Las Cruces                                                                                               | Nouveau-Mexique                      | LCR  | |
| Las Vegas Airport Bus                                                                                    | Nevada                               | LAS  | |
| Las Vegas Bus Service                                                                                    | Nevada                               | LVS  | |
| Las Vegas (Nouveau-Mexique)                                                                              | Nouveau-Mexique                      | LSV  | |
| Latrobe                                                                                                  | Pennsylvanie                         | LAB  | Latrobe (Amtrak)                                                                                          |
| Laughlin                                                                                                 | Nevada                               | LNV  | |
| Laurel                                                                                                   | Mississippi                          | LAU  | |
| Lawrence                                                                                                 | Kansas                               | LRC  | Lawrence, Kansas (Amtrak)                                                                                 |
| Laytonville                                                                                              | Californie                           | LTV  | Laytonville (Amtrak)                                                                                      |
| Leavenworth Amtrak Thruway Motorcoach station                                                            | Washington                           | LEV  | |
| Leavenworth                                                                                              | Washington                           | LWA  | Gare de Leavenworth                                                                                       |
| Lee's Summit                                                                                             | Missouri                             | LEE  | |
| Leggett                                                                                                  | Californie                           | LEG  | Leggett (Amtrak)                                                                                          |
| Lemoore                                                                                                  | Californie                           | LMC  | Lemoore (Amtrak)                                                                                          |
| Lemoore Bus Stop                                                                                         | Californie                           | LMN  | |
| Lewiston                                                                                                 | Idaho                                | LWN  | |
| Lewistown                                                                                                | Pennsylvanie                         | LEW  | Lewistown (Amtrak)                                                                                        |
| Lexington Barbecue Festival                                                                              | Caroline du Nord                     | LEX  | |
| Libby | Montana                              | LIB  | Gare de Libby (Montana)                                                                                   |
| Lincoln (Illinois)                                                                                       | Illinois                             | LCN  | Gare de Lincoln (Illinois)                                                                                |
| Lincoln (Nebraska)                                                                                       | Nebraska                             | LNK  | Gare de Lincoln (Nebraska)                                                                                |
| Lincoln (New Hampshire)                                                                                  | New Hampshire                        | LNN  | Lincoln (New Hampshire)                                                                                   |
| Lincolnville                                                                                             | Maine                                | LCV  | Lincolnville (Amtrak)                                                                                     |
| Lindenwold - New Jersey Transit Station                                                                  | New Jersey                           | LDW  | Gare de Lindenwold (en)                                                                                   |
| Little Rock                                                                                              | Arkansas                             | LRK  | Gare de Little Rock                                                                                       |
| Littlerock                                                                                               | Californie                           | LTR  | |
| Littleton                                                                                                | New Hampshire                        | LTL  | Littleton (Amtrak)                                                                                        |
| Livermore                                                                                                | Californie                           | LIV  | Livermore (Amtrak)                                                                                        |
| Lodi | Californie                           | LOD  | Gare de Lodi (Amtrak)                                                                                     |
| Lompoc                                                                                                   | Californie                           | LOM  | Lompoc (Amtrak)                                                                                           |
| Lompoc                                                                                                   | Californie                           | LPS  | Gare de Surf                                                                                              |
| Long Beach                                                                                               | Californie                           | LBC  | Long Beach (Amtrak)                                                                                       |
| Long Beach - Queen Mary                                                                                  | Californie                           | LBQ  | |
| Longmont                                                                                                 | Colorado                             | LGM  | |
| Longview                                                                                                 | Texas                                | LVW  | Gare de Longview                                                                                          |
| Lordsburg                                                                                                | Nouveau-Mexique                      | LDB  | Gare de Lordsburg (Nouveau-Mexique)                                                                       |
| Lorton                                                                                                   | Virginie                             | LOR  | Lorton (Amtrak) - Auto Train only                                                                         |
| Los Angeles                                                                                              | Californie                           | LAX  | Union Station (Los Angeles)                                                                               |
| Louisville Bus Service                                                                                   | Kentucky                             | LVL  | |
| Lynchburg                                                                                                | Virginie                             | LYH  | Lynchburg (Amtrak)                                                                                        |
| Mackinaw City                                                                                            | Michigan                             | MAK  | |
| Macomb                                                                                                   | Illinois                             | MAC  | Gare de Macomb (Illinois)                                                                                 |
| Madera                                                                                                   | Californie                           | MDR  | Gare de Madera (Amtrak)                                                                                   |
| Madison (Floride)                                                                                        | Floride                              | MDO  | Madison (Amtrak)                                                                                          |
| Madison (Wisconsin) Madison - South                                                                      | Wisconsin                            | SMD  | |
| Madison (Wisconsin) UW Memorial Union                                                                    | Wisconsin                            | MSN  | |
| Malta | Montana                              | MAL  | |
| Malvern                                                                                                  | Arkansas                             | MVN  | Gare de Malvern                                                                                           |
| Manassas                                                                                                 | Virginie                             | MSS  | Manassas (Amtrak)                                                                                         |
| Mancelona                                                                                                | Michigan                             | MLN  | |
| Manchester                                                                                               | New Hampshire                        | MHT  | Manchester (Amtrak)                                                                                       |
| Manning                                                                                                  | Oregon                               | MNI  | |
| Manton Bus Station                                                                                       | Michigan                             | MTO  | |
| Maricopa                                                                                                 | Arizona                              | MRC  | Gare de Maricopa                                                                                          |
| Marion                                                                                                   | Wisconsin                            | MIO  | |
| Mariposa                                                                                                 | Californie                           | MRP  | Mariposa (Amtrak)                                                                                         |
| Marshall                                                                                                 | Texas                                | MHL  | Gare de Marshall                                                                                          |
| Martinez                                                                                                 | Californie                           | MTZ  | Gare de Martinez (Amtrak)                                                                                 |
| Martinsburg                                                                                              | Virginie-Occidentale                 | MRB  | Martinsburg (Amtrak)                                                                                      |
| Marysville                                                                                               | Californie                           | MRV  | Marysville (Amtrak)                                                                                       |
| Mattoon                                                                                                  | Illinois                             | MAT  | |
| Maysville                                                                                                | Kentucky                             | MAY  | Gare de Maysville (Kentucky)                                                                              |
| McAllen                                                                                                  | Texas                                | MEN  | |
| McCall                                                                                                   | Idaho                                | MCA  | |
| McComb                                                                                                   | Mississippi                          | MCB  | |
| McCook                                                                                                   | Nebraska                             | MCK  | |
| McGregor                                                                                                 | Texas                                | MCG  | Gare de McGregor                                                                                          |
| McKinleyville                                                                                            | Californie                           | MKV  | McKinleyville (Amtrak)                                                                                    |
| Medford                                                                                                  | Oregon                               | MFR  | |
| Memphis                                                                                                  | Tennessee                            | MEM  | Central Station (Memphis)                                                                                 |
| Mendota                                                                                                  | Illinois                             | MDT  | Gare de Mendota                                                                                           |
| Merced                                                                                                   | Californie                           | MCD  | Gare de Merced (Amtrak)                                                                                   |
| Meredith                                                                                                 | New Hampshire                        | MRD  | |
| Meriden                                                                                                  | Connecticut                          | MDN  | Meriden (Amtrak)                                                                                          |
| Meridian                                                                                                 | Mississippi                          | MEI  | |
| Mesquite                                                                                                 | Nevada                               | MQN  | |
| Iselin                                                                                                   | New Jersey                           | MET  | Metropark (Amtrak)                                                                                        |
| Miami | Floride                              | MIA  | Hialeah Market (Tri-Rail station)                                                                         |
| Michigan City                                                                                            | Indiana                              | MCI  | Gare de Michigan City                                                                                     |
| Middletown                                                                                               | Pennsylvanie                         | MID  | Middletown (Amtrak)                                                                                       |
| Midpines                                                                                                 | Californie                           | MDP  | Midpines (Amtrak)                                                                                         |
| Milwaukee                                                                                                | Wisconsin                            | MKE  | Gare de Milwaukee                                                                                         |
| Milwaukee Airport                                                                                        | Wisconsin                            | MKA  | Gare de l'aéroport de Milwaukee                                                                           |
| Mineola                                                                                                  | Texas                                | MIN  | Gare de Mineola                                                                                           |
| Minneapolis/St. Paul Minnesota Midway Station                                                            | Minnesota                            | MSP  | Empire Builder (Amtrak)/Midway (Amtrak)                                                                   |
| Minot | Dakota du Nord                       | MOT  | |
| Mobile                                                                                                   | Alabama                              | MOE  | |
| Mobile - Greyhound Lines Bus                                                                             | Alabama                              | MOG  | |
| Modesto                                                                                                  | Californie                           | MOD  | Gare de Modesto (Amtrak)                                                                                  |
| Mojave                                                                                                   | Californie                           | MOJ  | Mojave (Amtrak)                                                                                           |
| Moline                                                                                                   | Illinois                             | MLI  | |
| Monroe                                                                                                   | Washington                           | MEW  | |
| Monterey - Aquarium de la baie de Monterey                                                               | Californie                           | MYA  | Monterey - Aquarium (Californie)                                                                          |
| Monterey                                                                                                 | Californie                           | MRY  | Monterey Transit Plaza (Amtrak Thruway Motorcoach station)                                                |
| Monterey Hyatt                                                                                           | Californie                           | MYH  | Monterey Hyatt Regency Hotel (Amtrak Thruway Motorcoach station)                                          |
| Monterey Marriott                                                                                        | Californie                           | MYM  | Monterey Marriott Hotel (Amtrak Thruway Motorcoach station)                                               |
| Monterey Travelodge                                                                                      | Californie                           | MYT  | Monterey Casa Munras Garden Hotel (Amtrak Thruway Motorcoach station)                                     |
| Montgomery                                                                                               | Virginie-Occidentale                 | MNG  | Gare de Montgomery                                                                                        |
| Montpelier-Barre                                                                                         | Vermont                              | MPR  | Gare de Montpelier                                                                                        |
| Montréal                                                                                                 | Québec (Canada)                      | MTR  | Montreal (Amtrak)                                                                                         |
| Moorpark                                                                                                 | Californie                           | MPK  | Gare de Moorpark                                                                                          |
| Moreno Valley                                                                                            | Californie                           | MOV  | |
| Moscow                                                                                                   | Idaho                                | MOC  | |
| Moses Lake                                                                                               | Washington                           | MLK  | |
| Mount Joy                                                                                                | Pennsylvanie                         | MJY  | Mount Joy (Amtrak)                                                                                        |
| Mount Pleasant                                                                                           | Iowa                                 | MTP  | Gare de Mount Pleasant (Iowa)                                                                             |
| Mount Vernon                                                                                             | Washington                           | MVW  | Gare de Mount Vernon (Amtrak)                                                                             |
| Mountain Home                                                                                            | Idaho                                | MTM  | |
| Mystic - Regional                                                                                        | Connecticut                          | MYS  | Mystic (Amtrak)                                                                                           |
| Nacogdoches                                                                                              | Texas                                | NCG  | |
| Nampa | Idaho                                | NAM  | |
| Nanaimo                                                                                                  | Colombie-Britannique (Canada)        | NNI  | |
| Napa | Californie                           | NAP  | Napa (Amtrak)                                                                                             |
| Napa | Californie                           | NPW  | Napa (Amtrak Thruway Motorcoach station)                                                                  |
| Naperville                                                                                               | Illinois                             | NPV  | Gare de Naperville                                                                                        |
| Necanicum Jct.                                                                                           | Oregon                               | NCM  | |
| Needles                                                                                                  | Californie                           | NDL  | Needles (Amtrak)                                                                                          |
| New Brunswick                                                                                            | New Jersey                           | NBK  | New Brunswick (Amtrak)                                                                                    |
| New Buffalo                                                                                              | Michigan                             | NBM  | Gare de New Buffalo                                                                                       |
| New Carrollton                                                                                           | Maryland                             | NCR  | Gare de New Carrollton                                                                                    |
| New Hampton                                                                                              | New Hampshire                        | NHN  | Gare de New Hampton                                                                                       |
| New Haven                                                                                                | Connecticut                          | NHV  | Union Station (New Haven)                                                                                 |
| New Iberia                                                                                               | Louisiane                            | NIB  | Gare de New Iberia                                                                                        |
| New London (Connecticut)                                                                                 | Connecticut                          | NLC  | New London (Amtrak)                                                                                       |
| New London (Wisconsin)                                                                                   | Wisconsin                            | NLW  | |
| New Orleans                                                                                              | Louisiane                            | NOL  | Union Passenger Terminal (La Nouvelle-Orléans)                                                            |
| New Rochelle                                                                                             | New York                             | NRO  | New Rochelle (Amtrak)                                                                                     |
| New York                                                                                                 | New York                             | NYP  | Pennsylvania Station (New York)                                                                           |
| Newark (Delaware)                                                                                        | Delaware                             | NRK  | Newark, Delaware (Amtrak)                                                                                 |
| Newark (New Jersey) International Airport                                                                | New Jersey                           | EWR  | Newark Airport (Amtrak)                                                                                   |
| Newark (New Jersey) Penn Station                                                                         | New Jersey                           | NWK  | Pennsylvania Station (Newark)                                                                             |
| Newbern                                                                                                  | Tennessee                            | NBN  | |
| Newhall                                                                                                  | Californie                           | NHL  | |
| Newport News                                                                                             | Virginie                             | NPN  | Newport News (Amtrak)                                                                                     |
| Newport                                                                                                  | Oregon                               | NPO  | |
| Newton                                                                                                   | Kansas                               | NEW  | |
| Niagara Falls (New York)                                                                                 | New York                             | NFL  | Gare de Niagara Falls (New York)                                                                          |
| Niagara Falls (Ontario)                                                                                  | Ontario (Canada)                     | NFS  | Gare de Niagara Falls (Ontario)                                                                           |
| Niles | Michigan                             | NLS  | |
| Norfolk                                                                                                  | Virginie                             | NFK  | Gare de Norfolk                                                                                           |
| Norman                                                                                                   | Oklahoma                             | NOR  | Gare de Norman                                                                                            |
| North Philadelphia                                                                                       | Pennsylvanie                         | PHN  | North Philadelphia (Amtrak)                                                                               |
| Oakland Coliseum Airport                                                                                 | Californie                           | OAC  | Gare Coliseum Airport                                                                                     |
| Oakland Jack London Sq                                                                                   | Californie                           | OKJ  | Gare d'Oakland                                                                                            |
| Oakville                                                                                                 | Ontario (Canada)                     | OKL  | Gare d'Oakville utilisée conjointement par Via Rail Canada et Amtrak Maple Leaf                           |
| Ocala | Floride                              | OCA  | Ocala (Amtrak)                                                                                            |
| Ocean City                                                                                               | Maryland                             | OCM  | Ocean City (Amtrak)                                                                                       |
| Oceanside                                                                                                | Californie                           | OSD  | Gare d'Oceanside                                                                                          |
| Ogden | Utah                                 | OGD  | |
| Okanogan                                                                                                 | Washington                           | OGW  | |
| Okeechobee                                                                                               | Floride                              | OKE  | Okeechobee (Amtrak)                                                                                       |
| Okemo | Vermont                              | OKO  | |
| Oklahoma City                                                                                            | Oklahoma                             | OKC  | Gare d'Oklahoma City                                                                                      |
| Old Orchard Beach Seasonal                                                                               | Maine                                | ORB  | Old Orchard Beach (Amtrak)                                                                                |
| Old Saybrook                                                                                             | Connecticut                          | OSB  | Old Saybrook (Amtrak)                                                                                     |
| Olympia - Lacey                                                                                          | Washington                           | OLW  | Gare de Lacey-Olympia (Amtrak)                                                                            |
| Omaha | Nebraska                             | OMA  | Gare d'Omaha (Nebraska)                                                                                   |
| Omak | Washington                           | OMW  | |
| Ontario                                                                                                  | Californie                           | ONA  | Gare d'Ontario                                                                                            |
| Ontario                                                                                                  | Oregon                               | ONT  | Gare d'Ontario (Oregon)                                                                                   |
| Orange                                                                                                   | Californie                           | OGE  | Orange(Amtrak)                                                                                            |
| Oregon City                                                                                              | Oregon                               | ORC  | Gare d'Oregon City (Amtrak)                                                                               |
| Orlando                                                                                                  | Floride                              | ORL  | Gare d'Orlando                                                                                            |
| Orono | Maine                                | ORO  | |
| Oroville                                                                                                 | Californie                           | ORV  | Oroville (Amtrak)                                                                                         |
| Osceola                                                                                                  | Iowa                                 | OSC  | Gare d'Osceola (Iowa)                                                                                     |
| Oshkosh                                                                                                  | Wisconsin                            | OSH  | |
| Ottumwa                                                                                                  | Iowa                                 | OTM  | Gare d'Ottumwa (Iowa)                                                                                     |
| Oxnard                                                                                                   | Californie                           | OXN  | Gare d'Oxnard                                                                                             |
| Palatka                                                                                                  | Floride                              | PAK  | Palatka (Amtrak)                                                                                          |
| Palm Desert                                                                                              | Californie                           | PDC  | Palm Desert (Amtrak)                                                                                      |
| Palm Springs                                                                                             | Californie                           | PSN  | Gare de Palm Springs                                                                                      |
| Palm Springs                                                                                             | Californie                           | PSP  | Bus Stop                                                                                                  |
| Palmdale                                                                                                 | Californie                           | PMD  | Palmdale (Amtrak Thruway Motorcoach station)                                                              |
| Paoli | Pennsylvanie                         | PAO  | Paoli (SEPTA station)                                                                                     |
| Parkesburg                                                                                               | Pennsylvanie                         | PAR  | Parkesburg (Amtrak)                                                                                       |
| Pasadena                                                                                                 | Californie                           | PAS  | Gare de Pasadena                                                                                          |
| Pascagoula                                                                                               | Mississippi                          | PAG  | |
| Pasco | Washington                           | PSC  | |
| Paso Robles                                                                                              | Californie                           | PRB  | Gare de Paso Robles                                                                                       |
| Pateros                                                                                                  | Washington                           | PTE  | |
| Pauls Valley                                                                                             | Oklahoma                             | PVL  | Gare de Pauls Valley                                                                                      |
| Pellston                                                                                                 | Michigan                             | PST  | |
| Pemberton                                                                                                | Colombie-Britannique (Canada)        | PBT  | |
| Pendleton                                                                                                | Oregon                               | PEN  | |
| Pensacola                                                                                                | Floride                              | PNS  | Pensacola (Amtrak)                                                                                        |
| Peoria Airport                                                                                           | Illinois                             | PIA  | |
| Perris                                                                                                   | Californie                           | PRI  | Perris (Amtrak)                                                                                           |
| Petaluma                                                                                                 | Californie                           | PTC  | Petaluma (Amtrak)                                                                                         |
| Petersburg                                                                                               | Virginie                             | PTB  | Petersburg (Amtrak)                                                                                       |
| Petoskey                                                                                                 | Michigan                             | PSK  | |
| Philadelphie                                                                                             | Pennsylvanie                         | PHL  | 30th Street Station                                                                                       |
| Phoenix Metro Center                                                                                     | Arizona                              | PXN  | |
| Phoenix Sky Harbor Airport                                                                               | Arizona                              | PHA  | |
| Phoenix - Greyhound Lines Station                                                                        | Arizona                              | PHG  | |
| Picayune                                                                                                 | Mississippi                          | PIC  | Gare de Picayune                                                                                          |
| Pittsburgh                                                                                               | Pennsylvanie                         | PGH  | Union Station (Pittsburgh)                                                                                |
| Pittsfield                                                                                               | Massachusetts                        | PIT  | Pittsfield (Amtrak)                                                                                       |
| Placerville                                                                                              | Californie                           | PCV  | Placerville (Amtrak)                                                                                      |
| Plano | Illinois                             | PLO  | Gare de Plano                                                                                             |
| Plattsburgh                                                                                              | New York                             | PLB  | Gare de Plattsburgh                                                                                       |
| Plymouth                                                                                                 | New Hampshire                        | PMO  | Plymouth (Amtrak)                                                                                         |
| Pomona                                                                                                   | Californie                           | POS  | Gare de Pomona                                                                                            |
| Pontiac                                                                                                  | Illinois                             | PON  | Gare de Pontiac                                                                                           |
| Pontiac                                                                                                  | Michigan                             | PNT  | Pontiac Transportation Center                                                                             |
| Poplar Bluff                                                                                             | Missouri                             | PBF  | Gare de Poplar Bluff (Missouri)                                                                           |
| Port Charlotte                                                                                           | Floride                              | PCH  | Gare de Port Charlotte                                                                                    |
| Port Henry                                                                                               | New York                             | POH  | Gare de Port Henry                                                                                        |
| Port Huron                                                                                               | Michigan                             | PTH  | Gare de Port Huron                                                                                        |
| Port Kent                                                                                                | New York                             | PRK  | Gare de Port Kent                                                                                         |
| Portage                                                                                                  | Wisconsin                            | POG  | Gare de Portage                                                                                           |
| Porterville                                                                                              | Californie                           | POT  | |
| Portland                                                                                                 | Maine                                | POR  | Portland Transportation Center                                                                            |
| Portland                                                                                                 | Oregon                               | PDX  | Union Station                                                                                             |
| Poughkeepsie                                                                                             | New York                             | POU  | Gare de Poughkeepsie                                                                                      |
| Primm | Nevada                               | PMM  | |
| Prince                                                                                                   | Virginie-Occidentale                 | PRC  | Prince (Amtrak)                                                                                           |
| Princeton                                                                                                | Illinois                             | PCT  | Gare de Princeton                                                                                         |
| Princeton Junction                                                                                       | New Jersey                           | PJC  | Princeton Junction Station                                                                                |
| Providence                                                                                               | Rhode Island                         | PVD  | Gare de Providence                                                                                        |
| Provo | Utah                                 | PRO  | Gare de Provo                                                                                             |
| Pueblo                                                                                                   | Colorado                             | PUB  | |
| Pullman                                                                                                  | Washington                           | PUL  | |
| Purcell                                                                                                  | Oklahoma                             | PUR  | Gare de Purcell                                                                                           |
| Quantico                                                                                                 | Virginie                             | QAN  | Gare de Quantico                                                                                          |
| Quincy                                                                                                   | Illinois                             | QCY  | |
| Quincy                                                                                                   | Washington                           | QUC  | |
| Raleigh                                                                                                  | Caroline du Nord                     | RGH  | Gare de Raleigh                                                                                           |
| Randolph                                                                                                 | Vermont                              | RPH  | Randolph (Amtrak)                                                                                         |
| Rantoul                                                                                                  | Illinois                             | RTL  | |
| Raton | Nouveau-Mexique                      | RAT  | |
| Red Bluff                                                                                                | Californie                           | RBF  | Red Bluff (Amtrak)                                                                                        |
| Red Wing                                                                                                 | Minnesota                            | RDW  | |
| Redding                                                                                                  | Californie                           | RDD  | Gare de Redding (Amtrak)                                                                                  |
| Redding                                                                                                  | Californie                           | RDR  | RABA Bus Station                                                                                          |
| Redmond                                                                                                  | Oregon                               | RED  | |
| Redmond Airport                                                                                          | Oregon                               | RDM  | |
| Reed City                                                                                                | Michigan                             | REE  | |
| Reedsport                                                                                                | Oregon                               | RPT  | |
| Rehoboth Beach                                                                                           | Delaware                             | RHB  | Rehoboth Beach (Amtrak)                                                                                   |
| Reno | Nevada                               | RNO  | Gare de Reno (Nevada)                                                                                     |
| Rensselaer                                                                                               | Indiana                              | REN  | Gare de Rensselaer (Indiana)                                                                              |
| Rhinecliff                                                                                               | New York                             | RHI  | Gare de Rhinecliff                                                                                        |
| Rialto                                                                                                   | Californie                           | RIA  | |
| Richmond                                                                                                 | Colombie-Britannique (Canada)        | RBC  | |
| Richmond                                                                                                 | Californie                           | RIC  | Gare de Richmond (Californie)                                                                             |
| Richmond                                                                                                 | Virginie                             | RVR  | Richmond Staples Mill Road (Amtrak)                                                                       |
| Richmond                                                                                                 | Virginie                             | RVM  | Main Street Station (Richmond)                                                                            |
| Rio Dell - Scotia                                                                                        | Californie                           | RDS  | Scotia (Amtrak Thruway Motorcoach station)                                                                |
| Ritzville                                                                                                | Washington                           | RTZ  | |
| Riverside                                                                                                | Californie                           | RIV  | Riverside (Amtrak)                                                                                        |
| Rochester (New York)                                                                                     | New York                             | ROC  | Gare de Rochester                                                                                         |
| Rockford                                                                                                 | Illinois                             | RCK  | |
| Rockford                                                                                                 | Michigan                             | RKF  | |
| Rockland                                                                                                 | Maine                                | ROD  | Rockland (Amtrak)                                                                                         |
| Rocklin                                                                                                  | Californie                           | RLN  | Gare de Rocklin                                                                                           |
| Rockville                                                                                                | Maryland                             | RKV  | Rockville (Amtrak)                                                                                        |
| Rocky Mount                                                                                              | Caroline du Nord                     | RMT  | |
| Rohnert Park                                                                                             | Californie                           | RPC  | Rohnert Park (Amtrak)                                                                                     |
| Rome | New York                             | ROM  | Gare de Rome                                                                                              |
| Rosamond                                                                                                 | Californie                           | RSM  | Rosamond (Amtrak)                                                                                         |
| Roseburg                                                                                                 | Oregon                               | RBG  | |
| Roseville                                                                                                | Californie                           | RSV  | Gare de Roseville (Amtrak)                                                                                |
| Rouses Point                                                                                             | New York                             | RSP  | Gare de Rouses Point                                                                                      |
| Westwood                                                                                                 | Massachusetts                        | RTE  | Gare de Westwood-Route 128                                                                                |
| Royal Oak                                                                                                | Michigan                             | ROY  | |
| Rugby | Dakota du Nord                       | RUG  | Gare de Rugby (Dakota du Nord)                                                                            |
| Rutland                                                                                                  | Vermont                              | RUD  | Gare de Rutland                                                                                           |
| Saco | Maine                                | SAO  | Saco Transportation Center                                                                                |
| Sacramento                                                                                               | Californie                           | SAC  | Gare de Sacramento (Amtrak)                                                                               |
| Sacramento State Capitol Drop Off Only                                                                   | Californie                           | SCS  | Sacramento - State Capitol (Amtrak Thruway Motorcoach stop)                                               |
| Salem | Oregon                               | SLM  | Gare de Salem (Oregon)                                                                                    |
| Salem - Greyhound Lines Station                                                                          | Oregon                               | SLG  | |
| Salinas                                                                                                  | Californie                           | SNS  | Gare de Salinas                                                                                           |
| Salisbury                                                                                                | Maryland                             | SLY  | Salisbury (Amtrak)                                                                                        |
| Salisbury                                                                                                | Caroline du Nord                     | SAL  | |
| Salt Lake City                                                                                           | Utah                                 | SLC  | Salt Lake City Intermodal Hub                                                                             |
| San Antonio                                                                                              | Texas                                | SAS  | Gare de San Antonio                                                                                       |
| San Bernadino - Bus Stop                                                                                 | Californie                           | SBB  | Bus station                                                                                               |
| San Bernadino                                                                                            | Californie                           | SNB  | Santa Fe Depot (San Bernardino)                                                                           |
| San Clemente                                                                                             | Californie                           | SNP  | Gare de San Clemente                                                                                      |
| San Diego                                                                                                | Californie                           | SAN  | Union Station (San Diego)                                                                                 |
| San Diego                                                                                                | Californie                           | OLT  | Gare du vieux San Diego                                                                                   |
| San Diego                                                                                                | Californie                           | SDZ  | San Diego Zoo (Amtrak Thruway Motorcoach station)                                                         |
| San Francisco Ferry Bldg                                                                                 | Californie                           | SFC  | San Francisco Ferry Building (Amtrak Thruway Motorcoach station)                                          |
| San Francisco Financial Ctr                                                                              | Californie                           | SFF  | San Francisco Financial District (Amtrak Thruway Motorcoach station)                                      |
| San Francisco Fisherman's Wharf                                                                          | Californie                           | SFW  | San Francisco Fisherman's Wharf (Amtrak Thruway Motorcoach station)                                       |
| San Francisco Moscone Convention Center                                                                  | Californie                           | SFM  | San Francisco Convention Center (Amtrak Thruway Motorcoach station)                                       |
| San Francisco Peninsula Line                                                                             | Californie                           | SFP  | San Francisco (Caltrain station)                                                                          |
| San Francisco                                                                                            | Californie Union Square              | SFS  | San Francisco Shopping Center (Amtrak Thruway Motorcoach station)                                         |
| San José                                                                                                 | Californie                           | SJC  | Gare de Diridon                                                                                           |
| San Juan Capistrano                                                                                      | Californie                           | SNC  | Gare de San Juan Capistrano                                                                               |
| San Luis Obispo                                                                                          | Californie                           | SLO  | Gare de San Luis Obispo                                                                                   |
| San Luis Obispo Cal Poly                                                                                 | Californie                           | SLP  | bispo - Cal Poly Bus Stop                                                                                 |
| San Marcos                                                                                               | Texas                                | SMC  | Gare de San Marcos                                                                                        |
| San Pedro (Los Angeles)                                                                                  | Californie                           | SPD  | San Pedro (Amtrak)                                                                                        |
| San Pedro (Los Angeles)                                                                                  | Californie                           | SPO  | Bus Stop                                                                                                  |
| Sanderson                                                                                                | Texas                                | SND  | Gare de Sanderson                                                                                         |
| Sandpoint                                                                                                | Idaho                                | SPT  | Gare de Sandpoint (Idaho)                                                                                 |
| Sandusky                                                                                                 | Ohio                                 | SKY  | |
| Sanford Auto Train Only                                                                                  | Floride                              | SFA  | Sanford (Amtrak)                                                                                          |
| Sanford Regular Trains                                                                                   | Floride                              | SFD  | |
| Santa Ana                                                                                                | Californie                           | SNA  | Gare de Santa Ana                                                                                         |
| Santa Barbara                                                                                            | Californie                           | SBA  | Gare de Santa Barbara                                                                                     |
| Santa Clara Amtrak Thruway Motorcoach station, ACE, Caltrain Station                                     | Californie                           | SCC  | Gare de Santa Clara (Amtrak)                                                                              |
| Santa Clara Great America                                                                                | Californie                           | GAC  | Gare de Santa Clara - Great America                                                                       |
| Santa Cruz                                                                                               | Californie                           | SCZ  | Santa Cruz (Amtrak Thruway Motorcoach station)                                                            |
| Santa Fe                                                                                                 | Nouveau-Mexique                      | SAF  | |
| Santa Maria                                                                                              | Californie                           | SAT  | Santa Maria (Amtrak)                                                                                      |
| Santa Paula                                                                                              | Californie                           | SAP  | Santa Paula (Amtrak)                                                                                      |
| Santa Rosa                                                                                               | Californie                           | SRC  | Santa Rosa (Amtrak)                                                                                       |
| Sarasota                                                                                                 | Floride                              | SRA  | Sarasota (Amtrak)                                                                                         |
| Saratoga Springs                                                                                         | New York                             | SAR  | Gare de Saratoga Springs                                                                                  |
| Savannah                                                                                                 | Géorgie                              | SAV  | Gare de Savannah                                                                                          |
| Schenectady                                                                                              | New York                             | SDY  | Gare de Schenectady                                                                                       |
| Schriever                                                                                                | Louisiane                            | SCH  | Gare de Schriever                                                                                         |
| Scotts Valley                                                                                            | Californie                           | SVY  | Scotts Valley (Amtrak Thruway Motorcoach station)                                                         |
| Seaford                                                                                                  | Delaware                             | SAD  | Seaford (Amtrak)                                                                                          |
| Searsport                                                                                                | Maine                                | SRT  | Searsport (Amtrak)                                                                                        |
| Seaside                                                                                                  | Oregon                               | SSD  | |
| Seattle                                                                                                  | Washington                           | SEA  | Gare de King Street (Seattle)                                                                             |
| Seattle Ferry Pier 69                                                                                    | Washington                           | SVF  | |
| Sebring                                                                                                  | Floride                              | SBG  | Gare de Sebring                                                                                           |
| Sedalia                                                                                                  | Missouri                             | SED  | |
| Selma | Caroline du Nord                     | SSM  | Selma Union Depot                                                                                         |
| Shelby                                                                                                   | Montana                              | SBY  | |
| Shreveport                                                                                               | Louisiane                            | SHR  | |
| Simi Valley                                                                                              | Californie                           | SIM  | Gare de Simi Valley                                                                                       |
| Skykomish                                                                                                | Washington                           | SKW  | |
| Slidell                                                                                                  | Louisiane                            | SDL  | |
| Socorro                                                                                                  | Nouveau-Mexique                      | SRO  | Gare de Socorro                                                                                           |
| Soda Springs                                                                                             | Californie                           | SOD  | Soda Springs (Amtrak)                                                                                     |
| Solana Beach                                                                                             | Californie                           | SOL  | Gare de Solana Beach                                                                                      |
| Solvang                                                                                                  | Californie                           | SLV  | Gare de Solvang                                                                                           |
| South Beloit                                                                                             | Illinois                             | BET  | Gare de South Beloit                                                                                      |
| South Bend                                                                                               | Indiana                              | SOB  | Gare de South Bend                                                                                        |
| South Lake Tahoe                                                                                         | Californie                           | SLT  | South Lake Tahoe (Amtrak)                                                                                 |
| South Portsmouth                                                                                         | Kentucky                             | SPM  | |
| Southern Pines                                                                                           | Caroline du Nord                     | SOP  | |
| Sparks                                                                                                   | Nevada                               | SPR  | Sparks - Rail Station (Nevada)                                                                            |
| Sparks Bus Station                                                                                       | Nevada                               | SPX  | Sparks (Amtrak Thruway Motorcoach station)                                                                |
| Spartanburg                                                                                              | Caroline du Sud                      | SPB  | |
| Spokane                                                                                                  | Washington                           | SPK  | Gare de Spokane                                                                                           |
| Springfield                                                                                              | Illinois                             | SPI  | Gare de Springfield                                                                                       |
| Springfield                                                                                              | Massachusetts                        | SPG  | Union Station (Springfield)                                                                               |
| Squamish                                                                                                 | Colombie-Britannique (Canada)        | SQA  | |
| St. Albans                                                                                               | Vermont                              | SAB  | Gare de Saint Albans                                                                                      |
| St. Catharines                                                                                           | Ontario (Canada)                     | SCA  | Gare de St. Catharines utilisée conjointement par Via Rail Canada et Amtrak Maple Leaf                    |
| St. Cloud                                                                                                | Minnesota                            | SCD  | Gare de Saint Cloud                                                                                       |
| St. George                                                                                               | Utah                                 | STG  | |
| St. Ignace                                                                                               | Michigan                             | STI  | |
| St. Joseph                                                                                               | Michigan                             | SJM  | |
| St. Lambert, Montérégie                                                                                  | Québec (Canada)                      | SLQ  | Gare Saint-Lambert                                                                                        |
| St. Louis                                                                                                | Missouri                             | STL  | Gateway Multimodal Transportation Center                                                                  |
| St. Petersburg                                                                                           | Floride                              | STP  | |
| Stamford                                                                                                 | Connecticut                          | STM  | Acela Express - Regional (Amtrak) - Stamford Transportation Center                                        |
| Stanley                                                                                                  | Dakota du Nord                       | STN  | |
| Stanwood                                                                                                 | Washington                           | STW  | Gare de Stanwood                                                                                          |
| Staples                                                                                                  | Minnesota                            | SPL  | Gare de Staples                                                                                           |
| Stateline                                                                                                | Californie                           | SLH  | |
| Staunton                                                                                                 | Virginie                             | STA  | Staunton (Amtrak)                                                                                         |
| Col Stevens                                                                                              | Washington                           | SSW  | |
| Stockton                                                                                                 | Californie                           | SKT  | Gare de Cabral (Stockton)                                                                                 |
| Stockton                                                                                                 | Californie                           | SKN  | Gare de San Joaquin Street (Stockton)                                                                     |
| Sturtevant                                                                                               | Wisconsin                            | SVT) | Gare de Sturtevant                                                                                        |
| Suisun City                                                                                              | Californie                           | SUI  | Gare de Suisun (Amtrak)                                                                                   |
| Summit                                                                                                   | Illinois                             | SMT  | Gare de Summit                                                                                            |
| Sunriver                                                                                                 | Oregon                               | SUN  | |
| Surrey                                                                                                   | Colombie-Britannique (Canada)        | SUY  | |
| Syracuse                                                                                                 | New York                             | SYR  | Gare de Syracuse                                                                                          |
| Syracuse New York State Fair                                                                             | New York                             | NYF  | |
| Tacoma                                                                                                   | Washington                           | TAC  | Gare de Tacoma (Amtrak)                                                                                   |
| Tallahassee                                                                                              | Floride                              | TLH  | Gare de Tallahassee                                                                                       |
| Tampa | Floride                              | TPA  | Union Station (Tampa)                                                                                     |
| Taylor                                                                                                   | Texas                                | TAY  | Gare de Taylor                                                                                            |
| Tehachapi                                                                                                | Californie                           | TEH  | Tehachapi (Amtrak)                                                                                        |
| Temple                                                                                                   | Texas                                | TPL  | Gare de Temple                                                                                            |
| Texarkana                                                                                                | Arkansas                             | TXA  | Gare de Texarkana                                                                                         |
| The Dalles                                                                                               | Oregon                               | THD  | |
| Thurmond                                                                                                 | Virginie-Occidentale                 | THN  | Thurmond (Amtrak)                                                                                         |
| Ticonderoga                                                                                              | New York                             | FTC  | Gare de Ticonderoga                                                                                       |
| Tigerton                                                                                                 | Wisconsin                            | TGR  | |
| Tilton                                                                                                   | New Hampshire                        | TLT  | Tilton (Amtrak)                                                                                           |
| Toccoa                                                                                                   | Géorgie                              | TCA  | |
| Toledo                                                                                                   | Ohio                                 | TOL  | Gare de Toledo                                                                                            |
| Toledo                                                                                                   | Oregon                               | TDO  | |
| Tomah | Wisconsin                            | TOH  | |
| Topeka                                                                                                   | Kansas                               | TOP  | |
| Toronto                                                                                                  | Ontario (Canada)                     | TWO  | Gare Union de Toronto utilisée conjointement par Via Rail Canada et Amtrak Maple Leaf                     |
| Tracy | Californie                           | TRA  | Tracy (Amtrak)                                                                                            |
| Traverse City                                                                                            | Michigan                             | TRV  | |
| Trenton                                                                                                  | New Jersey                           | TRE  | Trenton Rail Station (New Jersey)                                                                         |
| Trinidad                                                                                                 | Colorado                             | TRI  | |
| Truckee                                                                                                  | Californie                           | TRU  | Gare de Truckee (Californie)                                                                              |
| Truth or Consequences                                                                                    | Nouveau-Mexique                      | TOC  | |
| Tucson                                                                                                   | Arizona                              | TUS  | Gare de Tucson                                                                                            |
| Tukwila                                                                                                  | Washington                           | TUK  | Gare de Tukwila (Amtrak)                                                                                  |
| Tulare                                                                                                   | Californie                           | TUA  | |
| Tulsa | Oklahoma                             | TLS  | |
| Turlock - Denair                                                                                         | Californie                           | TRK  | Gare de Denair                                                                                            |
| Tusayan                                                                                                  | Arizona                              | TSY  | |
| Tuscaloosa                                                                                               | Alabama                              | TCL  | |
| Twin Falls                                                                                               | Idaho                                | TFI  | |
| Tyrone                                                                                                   | Pennsylvanie                         | TYR  | Tyrone (Amtrak)                                                                                           |
| Ukiah | Californie                           | UKH  | Ukiah (Amtrak)                                                                                            |
| Utica | New York                             | UCA  | Gare d'Utica                                                                                              |
| Vail | Colorado                             | VAI  | |
| Vail Vail Shuttle Door to Door Service                                                                   | Colorado                             | VBX  | |
| Vale | Oregon                               | VAE  | |
| Vallejo City Stop                                                                                        | Californie                           | VAL  | Vallejo (Amtrak)                                                                                          |
| Vallejo Marine World Bus Stop                                                                            | Californie                           | VMW  | |
| Van Nuys Flyaway Terminal                                                                                | Californie                           | VNF  | Van Nuys (Amtrak)                                                                                         |
| Van Nuys Metrolink                                                                                       | Californie                           | VNC  | Gare de Van Nuys                                                                                          |
| Vancouver                                                                                                | Colombie-Britannique (Canada)        | VAC  | Gare de Vancouver Pacific Central (Canadian railway station served by the Amtrak Cascades)                |
| Vancouver                                                                                                | Washington                           | VAN  | Gare de Vancouver                                                                                         |
| Ventura                                                                                                  | Californie                           | VEC  | Gare de Ventura                                                                                           |
| Victoria                                                                                                 | Colombie-Britannique (Canada)        | VBC  | |
| Victoria                                                                                                 | Colombie-Britannique (Canada)        | VIF  | Harbour Ferry Pier                                                                                        |
| Victorville                                                                                              | Californie                           | VRV  | Victorville (Amtrak)                                                                                      |
| Virginia Beach                                                                                           | Virginie                             | VAB  | Virginia Beach (Amtrak)                                                                                   |
| Visalia Goshen Junction                                                                                  | Californie                           | VIS  | Visalia Goshen Junction (Amtrak)                                                                          |
| Waldo | Floride                              | WDO  | Waldo (Amtrak)                                                                                            |
| Waldoboro                                                                                                | Maine                                | WDR  | Waldoboro (Amtrak) - Downeaster                                                                           |
| Wallace                                                                                                  | Caroline du Nord                     | WCE  | |
| Wallingford                                                                                              | Connecticut                          | WFD  | Wallingford (Amtrak)                                                                                      |
| Walloon Lake                                                                                             | Michigan                             | WNK  | |
| Walnut Ridge                                                                                             | Arkansas                             | WNR  | Gare de Walnut Ridge (Arkansas)                                                                           |
| Warrensburg                                                                                              | Missouri                             | WAR  | |
| Warrenton                                                                                                | Oregon                               | WNT  | |
| Warrenton                                                                                                | Virginie                             | WON  | Warrenton (Amtrak)                                                                                        |
| Wasco | Californie                           | WAC  | Gare de Wasco (Californie)                                                                                |
| Washington (district de Columbia)                                                                        |                                      | WAS  | Gare de Washington Union Station                                                                          |
| Washington                                                                                               | Missouri                             | WAH  | |
| Waterbury - Stowe                                                                                        | Vermont                              | WAB  | Waterbury (Amtrak)                                                                                        |
| Waterloo                                                                                                 | Indiana                              | WTI  | Waterloo (Amtrak)                                                                                         |
| Waupaca                                                                                                  | Wisconsin                            | WAU  | |
| Wausau                                                                                                   | Wisconsin                            | WSU  | |
| Wells - Downeaster                                                                                       | Maine                                | WEM  | Wells Regional Transportation Center                                                                      |
| Wenatchee                                                                                                | Washington                           | WEN  | |
| West Corona                                                                                              | Californie                           | WCO  | Gare de West Corona                                                                                       |
| West Glacier                                                                                             | Montana                              | WGL  | |
| West Palm Beach                                                                                          | Floride                              | WPB  | Gare de West Palm Beach                                                                                   |
| Westerly                                                                                                 | Rhode Island                         | WLY  | Gare de Westerly                                                                                          |
| Westport                                                                                                 | New York                             | WSP  | Gare de Westport                                                                                          |
| Wheatland Bus Stop                                                                                       | Wyoming                              | WHT  | |
| Whistler                                                                                                 | Colombie-Britannique (Canada)        | WSL  | |
| White City                                                                                               | Oregon                               | WCT  | Gare de White City                                                                                        |
| White River Junction                                                                                     | Vermont                              | WRJ  | Gare de White River Junction                                                                              |
| White Sulphur Springs                                                                                    | Virginie-Occidentale                 | WSS  | White Sulphur Springs (Amtrak)                                                                            |
| Whitefish                                                                                                | Montana                              | WFH  | Gare de Whitefish (Montana)                                                                               |
| Whitehall                                                                                                | New York                             | WHL  | Gare de Whitehall                                                                                         |
| Wildwood                                                                                                 | Floride                              | WWD  | Wildwood (Amtrak)                                                                                         |
| Williams                                                                                                 | Arizona                              | WMA  | |
| Williams Junction                                                                                        | Arizona                              | WMJ  | Williams Junction (Amtrak)                                                                                |
| Williamsburg                                                                                             | Virginie                             | WBG  | Williamsburg (Amtrak)                                                                                     |
| Williston                                                                                                | Dakota du Nord                       | WTN  | |
| Willits                                                                                                  | Californie                           | WTS  | Gare de Willits                                                                                           |
| Wilmington                                                                                               | Delaware                             | WIL  | Gare de Wilmington (Delaware)                                                                             |
| Wilmington                                                                                               | Caroline du Nord                     | WMN  | |
| Wilson                                                                                                   | Caroline du Nord                     | WLN  | |
| Windsor                                                                                                  | Connecticut                          | WND  | Windsor, Connecticut (Amtrak)                                                                             |
| Windsor Locks                                                                                            | Connecticut                          | WNL  | Windsor Locks (Amtrak)                                                                                    |
| Windsor                                                                                                  | Vermont                              | WNM  | Windsor, Vermont (Amtrak)                                                                                 |
| Winnemucca                                                                                               | Nevada                               | WNN  | Gare de Winnemucca (Nevada)                                                                               |
| Winona - Empire Builder                                                                                  | Montana                              | WIN  | Winona (Amtrak)                                                                                           |
| Winslow                                                                                                  | Arizona                              | WLO  | |
| Winston-Salem City Transfer Ctr.                                                                         | Caroline du Nord                     | WNS  | |
| Winston-Salem State University                                                                           | Caroline du Nord                     | UWS  | |
| Winter Haven                                                                                             | Floride                              | WTH  | Winter Haven (Amtrak)                                                                                     |
| Winter Park                                                                                              | Floride                              | WPK  | Winter Park (Amtrak)                                                                                      |
| Wiscasset                                                                                                | Maine                                | WST  | Gare de Wiscasset                                                                                         |
| Wisconsin Dells                                                                                          | Wisconsin                            | WDL  | |
| Wishram                                                                                                  | Washington                           | WIH  | |
| Wittenberg                                                                                               | Wisconsin                            | WIT  | |
| Woburn - Downeaster                                                                                      | Massachusetts                        | WOB  | Woburn (Amtrak)                                                                                           |
| Wolf Point                                                                                               | Montana                              | WPT  | |
| Woodbridge                                                                                               | Virginie                             | WDB  | Woodbridge (Amtrak)                                                                                       |
| Worcester - Lake Shore Limited                                                                           | Massachusetts                        | WOR  | Worcester (Amtrak)                                                                                        |
| Yazoo City                                                                                               | Mississippi                          | YAZ  | Gare de Yazoo City                                                                                        |
| Yemassee                                                                                                 | Caroline du Sud                      | YEM  | |
| Yonkers                                                                                                  | New York                             | YNY  | Gare de Yonkers                                                                                           |
| Yosemite Valley                                                                                          | Californie                           | YOS  | |
| Yuma | Arizona                              | YUM  | Gare de Yuma                                                                                              |

## Gares non-listées et abandonnées
Les gares suivantes n'apparaissent pas sur la liste d'Amtrak. Ce peut être de vieilles stations, des arrêts d'autobus ou des gares abandonnées.
| Ville desservie            | États/Localisation   | Code | Gare |
| -------------------------- | -------------------- | ---- | --- |
| Atascadero                 | Californie           | ATD  | Atascadero - Denny's (Amtrak Thruway Motorcoach station)                                                |
| Denair                     | Californie           |      | Denair (Amtrak)                                                                                         |
| Depew                      | New York             |      | Gare de Buffalo (Depew)                                                                                 |
| Essex Junction             | Vermont              |      | Essex Junction (Amtrak)                                                                                 |
| Fair Haven                 | Vermont              | FHV  | Gare de Fair Haven                                                                                      |
| Grimsby                    | Ontario (Canada)     |      | Gare de Grimsby utilisée par le Maple Leaf, train conjoint de Via Rail Canada et Amtrak                 |
| Hagerstown                 | Maryland             |      | Hagerstown (Amtrak)                                                                                     |
| Homestead                  | Floride              |      | Homestead (Amtrak)                                                                                      |
| Islamorada                 | Floride              |      | Islamorada (Amtrak)                                                                                     |
| Key Largo                  | Floride              |      | Key Largo (Amtrak)                                                                                      |
| Key West                   | Floride              |      | Key West Airport (Floride)                                                                              |
| Ledyard                    | Connecticut          |      | Ledyard (Amtrak)                                                                                        |
| Long Beach                 | Californie           |      | Long Beach (Amtrak Thruway Motorcoach station)                                                          |
| Ludlow                     | Vermont              |      | Ludlow (Amtrak)                                                                                         |
| Marathon                   | Floride              |      | Marathon (Amtrak)                                                                                       |
| Miami                      | Floride              |      | Miami Airport (Amtrak)                                                                                  |
| Monroeville                | Pennsylvanie         |      | Monroeville (Amtrak)                                                                                    |
| Nevada City                | Californie           |      | Nevada City (Amtrak)                                                                                    |
| Niagara Falls              | Ontario (Canada)     |      | Gare de Niagara Falls (Ontario) utilisée par le Maple Leaf, train conjoint de Via Rail Canada et Amtrak |
| Desert Hot Springs         | Californie           |      | North Palm Springs (Amtrak)                                                                             |
| Oakdale                    | Californie           |      | Oakdale (Amtrak)                                                                                        |
| Palmdale                   | Californie           |      | Palmdale (Greyhound station)                                                                            |
| Pleasanton                 | Californie           |      | Pleasanton (Amtrak)                                                                                     |
| Riverbank                  | Californie           |      | Riverbank (Amtrak)                                                                                      |
| Riverside                  | Californie           |      | Riverside (Amtrak Thruway Motorcoach station)                                                           |
| Westwood                   | Massachusetts        |      | Route 128 (Massachusetts)                                                                               |
| San Luis Obispo            | Californie           |      | San Luis Obispo Vista Grande Restaurant (Amtrak Thruway Motorcoach station)                             |
| Santa Clarita              | Californie           |      | Santa Clarita (Amtrak)                                                                                  |
| Sonora                     | Californie           |      | Sonora (Amtrak)                                                                                         |
| Springfield                | Virginie             |      | Springfield (Virginie, Amtrak)                                                                          |
| Saint-Lambert (Montérégie) | Québec (Canada)      |      | Gare Saint-Lambert                                                                                      |
| Sterling                   | Virginie             |      | Sterling (Amtrak)                                                                                       |
| Verdi                      | Nevada               |      | Verdi-Boomtown Rail Station                                                                             |
| Wheeling                   | Virginie-Occidentale |      | Wheeling (Amtrak)                                                                                       |
| Parc national de Yosemite  | Californie           |      | Yosemite National Park (Amtrak)                                                                         |